# Il caro estinto (film)
Il caro estinto (The Loved One) è un film del 1965 diretto da Tony Richardson, basato su un romanzo di Evelyn Waugh.

## Trama
Il giovane inglese Dennis Barlow vince un biglietto aereo e si reca a Los Angeles per una visita a suo zio, sir Francis Hinsley, membro di una importante casa di produzione di Hollywood da oltre trent'anni. Nonostante la fedele dedizione all'azienda di quest'ultimo, il suo datore di lavoro lo licenzia; Hinsley si suicida impiccandosi.
Dennis viene influenzato da un membro di spicco della locale comunità inglese di espatriati a spendere la maggior parte dei soldi della tenuta di suo zio per una sepoltura socialmente prestigiosa amministrata dall'importante industria funeraria "Sentieri melodiosi". All'obitorio incontra e si innamora di Aimée Thanatogenos, dipendente dell'agenzia funebre, disperatamente ingenua e idealista, pienamente assorbita dal lavoro, che considera una missione. Il capo imbalsamatore, dottor Joyboy, è anch'egli un ammiratore della ragazza, benché lei non ne ricambi i sentimenti.
Venuta a conoscenza della considerazione puramente economica del proprietario dell'industria funeraria, e la conseguente organizzazione di spedizioni dei cadaveri nello spazio per aumentare il profitto, Aimée, profondamente delusa, si attacca a una macchina per imbalsamare, iniettandosi formaldeide, e muore pacificamente nel laboratorio del dottor Joyboy. Dennis e Joyboy sostituiscono la salma di un ex astronauta, designato per essere il primo "caro estinto" a essere lanciato nell'etere in una capsula spaziale, con quello dell'amata Aimée.

## Colonna sonora
- Pomp and Circumstance, di Edward Elgar
- Isoldes Liebestod, di Richard Wagner

## Critica
(Aggeo Savioli)
(Paolo Mereghetti)

## Premi e riconoscimenti
- 1966 — Festival internazionale del cinema di Mar del Plata
  - Candidatura Astor d'oro al miglior film
- 1969 — Sant Jordi Awards
  - Miglior attore in un film straniero a Rod Steiger per Il caro estinto, La calda notte dell'ispettore Tibbs e Non si maltrattano così le signore